# Tricentra subplumbea
Tricentra subplumbea är en fjärilsart som beskrevs av Max Joseph Bastelberger 1908. Tricentra subplumbea ingår i släktet Tricentra och familjen mätare. Inga underarter finns listade i Catalogue of Life.